# 2010 KQ
2010 KQ est un petit objet semblable à un astéroïde, découvert le 16 mai 2010 sur une orbite très similaire à celle de la Terre autour du Soleil. Cet objet a été très proche de la Terre en 1975 et est soupçonné d'être un étage de fusée, puisque sa densité est faible et son albédo pourrait être celui d'un métal.
L'astronomer Richard Miles pense que 2010 KQ pourrait être le 4e étage de la fusée russe Proton de la mission Luna 23, lancée le 28 octobre 1974.
L'orbite de l'objet l'éloigne lentement de la Terre. Il n'est plus référencé par le JPL.